# 太空堡壘卡拉狄加：利刃
《太空堡壘卡拉狄加：利刃》（英語：Battlestar Galactica: Razor）是美國軍事科幻劇集《太空堡壘卡拉狄加》的一部電視電影，這部電視電影的故事情節主要發生於劇集第二季的第17集《上尉之手》與第18集《下載》之間。影片特色是來回切換於兩條時間線之間，分別講述珀伽索斯號在李·阿達瑪中校接手後的故事, 以及在海倫娜·凱恩少將領導時, 面對賽隆人大舉攻擊時的背景故事。此外，《利刃》還通過回憶的方式，講述40年前第一次賽隆戰爭期間一些鮮為人知的事件。

## 演員與角色
- 米歇爾·福布斯（英语：Michelle Forbes） 飾 海倫娜·凱恩（英语：Helena Cain）少將
- 斯蒂芬妮·雅各布森 飾 肯德拉·蕭少校
- 玛丽·麦克唐奈 飾 勞拉·羅斯林（英语：Laura Roslin）總統
- 愛德華·詹姆斯·奧莫斯 飾 威廉·「比爾」·阿達瑪（英语：William Adama）少將
- 凱緹·薩克霍夫 飾 卡拉·斯雷斯（英语：Kara Thrace）上尉，呼號（英语：Aviator call sign）「星芭（英语：Lieutenant Starbuck）」
- 傑米·班柏 飾 李·阿達瑪（英语：Lee Adama）中校，呼號「阿波羅」
- 詹姆斯·卡利 飾 蓋烏斯·巴爾塔（英语：Gaius Baltar）博士
- 翠西亞·海爾弗 飾 六號（英语：Number Six (Battlestar Galactica)）/吉娜·恩維耶雷
- 朴敏慶 飾 八號（英语：Number Eight (Battlestar Galactica)）/莎倫·瓦勒麗
- 邁克爾·霍根（英语：Michael Hogan (Canadian actor)） 飾 索爾·泰（英语：Saul Tigh）上校
- 富爾維奧·切切雷（英语：Fulvio Cecere） 飾 阿爾厄斯特·索恩上尉
- 尼科·科爾特斯 飾 青年威廉·「比爾」·阿達瑪，呼號「剝穀人」
- 斯蒂夫·貝西克（英语：Steve Bacic） 飾 尤爾根·貝爾曾上校
- 格拉厄姆·貝克爾（英语：Graham Beckel） 飾 傑克·菲斯克上校
- 坎貝爾·萊恩（英语：Campbell Lane） 飾 第一位賽隆混合人（英语：Cylon First Hybrid）

## 外部連結
- 互联网电影数据库（IMDb）上《太空堡壘卡拉狄加：利刃》的资料（英文）